# Dicterias
Dicterias is een geslacht van libellen (Odonata) uit de familie van de kaalpootjuffers (Dicteriadidae).

## Soorten
Dicterias omvat 1 soort:
- Dicterias atrosanguinea Selys, 1853